# Hoàng Liên Sơn
Hoàng Liên Sơn (někdy též nazývané Tonkinské Alpy) je pohoří na severu Vietnamu, okrajově zasahující i do Číny (provincie Jün-nan). Nachází se v něm nejvyšší hora Vietnamu, 3143 m vysoký Fan Si Pan.
Jedná se o hřeben protáhlý ve směru severozápad – jihovýchod a sevřený údolími Rudé řeky a Černé řeky. Nejvyšší horou pohoří a zároveň Vietnamu je Phan Xi Păng (Fan Si Pan). Výchozím místem pro výpravy do tohoto pohoří a na Phan Xi Păng je město Sa Pa, založené Francouzi jako horská stanice v roce 1922.